# Soul Eater
Soul Eater (яп. ソウルイーター Соуру И:та:, букв.«Пожиратель душ») — японская манга, в жанре комедийно-фэнтезийного боевика, созданная Ацуси Окубо, рассказывающая о том, как ученики Академии Синигами сражаются с монстрами, подвергшимися безумию.
Манга публиковалась с 2004 года компанией Square Enix, сначала в журнале Gangan Powered и в одном номере Gangan Wing, а затем стала ежемесячно выходить в Shonen Gangan до своего завершения в 2013 году. На основе манги создан Drama CD — «Soul Eater: Специальная лекция общественных наук» (яп. ソウルイーター特別社会科見学 Со:ру и:та: токубэцу сякайка кэнгаку), который был выпущен 31 августа 2005 года совместно с артбуком. Аниме-сериал Soul Eater создан студией Bones и транслировался в Японии в 2008—2009 годах.
25 сентября 2008 года была выпущена видеоигра Soul Eater: Monotone Princess (яп. ソウルイーター モノトーン プリンセス соуру и:та: моното:н пуринсэсу) для платформы Wii. 23 октября 2008 года вышла игра «Soul Eater: Заговор Медузы» (яп. ソウルイーター メデューサの陰謀 Соуру и:та: Мэдзю:дза но имбо:) для платформы DS. 9 января 2009 года выпущена видеоигра Soul Eater: Battle Resonance для платформ: PSP и PS2.
С января 2011 года по ноябрь 2014 года в ежемесячном Shonen Gangan выходила манга Soul Eater Not!, сюжет которой является ответвлением сюжета основной манги.

## Сюжет
Для борьбы со злобным Кисином  (яп. 鬼神 Кисин, «Демон», «Злой дух»), который может «ввергнуть мир в пучину безумия», Синигами-сама (яп. 死神様, «Смерть», «бог смерти») создаёт Академию — место, где проходит совместное обучение Оружий (яп. 武器 буки) и Повелителей (яп. 職人 сёкунин, «работник»). Первые являются тем самым оружием, которое позволит остановить гибель мира; вторые — те, кто будет держать это оружие. Коса Смерти (яп. デスサイズ Дэсу Сайдзу, Death Scythe) получится, когда оружие съест 99 злых душ, готовых стать Кисином, и 1 душу ведьмы, а потому все повелители активно соревнуются в создании Косы Смерти.

### Сюжет Soul Eater Not!
Действие происходит во время основных событий манги и аниме, Мака и Соул на тот момент ещё не стали известными в Академии и за её пределами. Главной героиней становится молодая девушка-оружие по имени Цугумэ, которая впервые прибывает в академию и ещё ни разу не принимала форму оружия. Там вскоре она знакомится с Анной родом из благородной семьи и простодушной Мэмэ и становится их новым партнёром. Главным героиням предстоит научиться работать слаженно и постичь искусство бойцов Сибусэн.

### Вселенная Soul Eater
Вселенная «Пожирателя душ» является пародией на современный мир. Множество персоналий, фигурирующих в этом мире, являются утрированными вариантами знаменитых личностей или литературных персонажей. Центральным объектом является, безусловно, Академия Синигами, расположенная в Городе Смерти. Сам город расположен в Америке, в штате Невада (по манге). В её центре, в комнате Смерти живёт сам Синигами, в самой академии учатся студенты. Причем студенты изучают обычно не то, что им нужно в повседневной работе Повелителя, и многое зависит от прихотей преподавателя, что, очевидно, является ещё одним пародийным элементом. Основная задача студентов — выполнять вывешенные на специальной доске задания, которые и позволяют им собирать души злодеев и ведьм.
Одним из определяющих элементов мира является наличие у любого существа души, имеющей внешний вид, размер и определяющей характер и поведение этого существа. Чем сильнее воля личности — тем больше душа. Некоторые души способны входить в резонанс, на время взаимно усиливая друг друга. Этим часто пользуются Повелители и их Оружие, дабы во много раз повысить свою боевую эффективность.

## Персонажи
Ключевыми персонажами являются три маленьких группы Повелителей и Оружия и некоторые значимые лица в иерархии Академии. Каждый персонаж имеет уникальный характер и, похоже, в соответствии с задумкой авторов, представляет некие черты человеческой души. Характер персонажа сильно отражается на его внешнем виде, и ещё сильнее — на внешнем виде его души.

## Аниме
Существует дневная и ночная версии телесериала. В ночной присутствуют дополнительные вставки с артом от создателей сериала, шутками и иногда рекламой (например с анонсом даты выхода файтинга с персонажами Soul Eater).

## Музыка
- Открывающие темы — «Resonance» в исполнении T.M.Revolution (сер. 1-30) и «Papermoon» в исполнении Tommy heavenly6[англ.] (сер. 31-51).
- Закрывающие темы — «I Wanna Be» в исполнении Stance Punks (сер. 1-13, 51), «Style» в исполнении Каны Нисино (сер. 14-26), «Bakusou Yumeuta» в исполнении Diggy-MO' (сер. 27-39), «Strength» в исполнении Abingdon Boys School (сер. 40-50).
- Темы Маки Албан — «Mauve Iro no Sympathy», «Psychedelic Souljam», написаны Lotus Juice.
- Темы Блэк Стара — «Never Lose Myself», «Harmonize», написаны Таку Ивасаки.
- Темы Кида — «So crazy» Таку Ивасаки, «Have a nice dream», написаны Таку Ивасаки.